# 長崎鼻 (大分県)

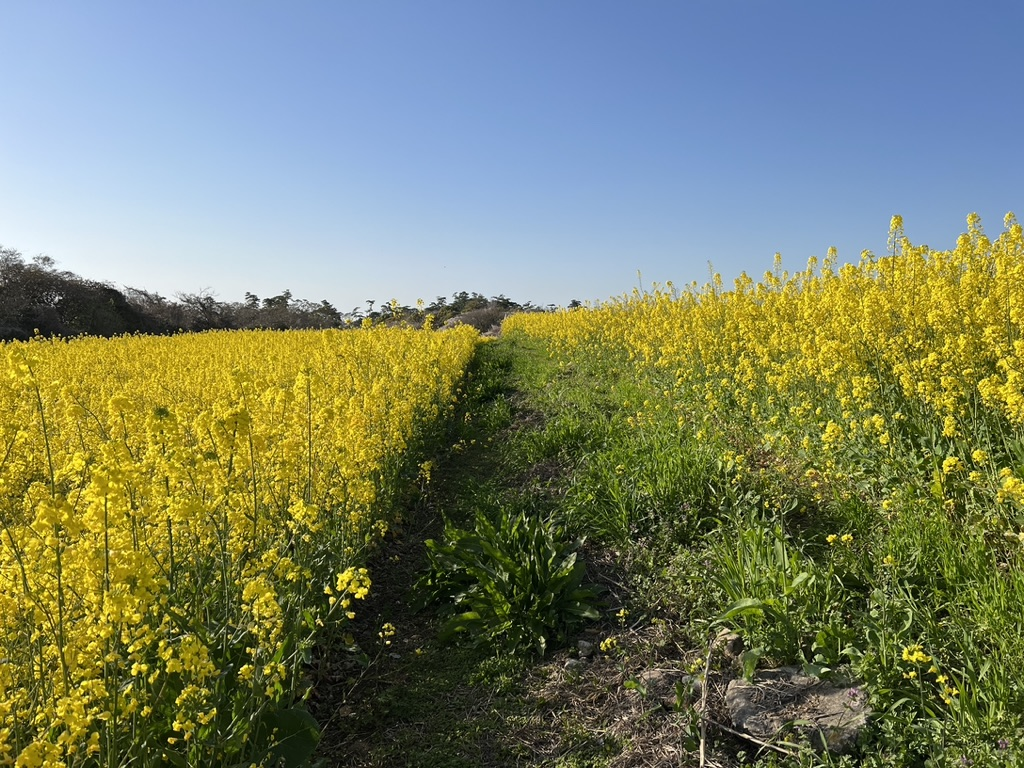
長崎鼻の菜の花

長崎鼻（ながさきばな）は、大分県豊後高田市見目にある岬。全国に多数ある長崎鼻と区別するために香々地長崎鼻（かかぢながさきばな）とも呼ばれる。

## 概要
国東半島北部の先端近くに位置し、周防灘に面している。岬からは近くに姫島、遠くに四国、中国が眺望できる。
リアス式の海岸は海食崖となっており、岬の先端部には約20の海食洞がある。この洞穴群は、大分県の天然記念物に指定されるとともに、大分百景のひとつにも選定されている。洞穴の最大のものは行者洞窟と呼ばれており、役行者、不動明王、蔵王権現が祀られ、古くは修験道の修行の地であったといわれている。また、長崎岩屋と呼ばれる洞穴は、天井部が抜けて穴状になっており、歩いて降りることができる。

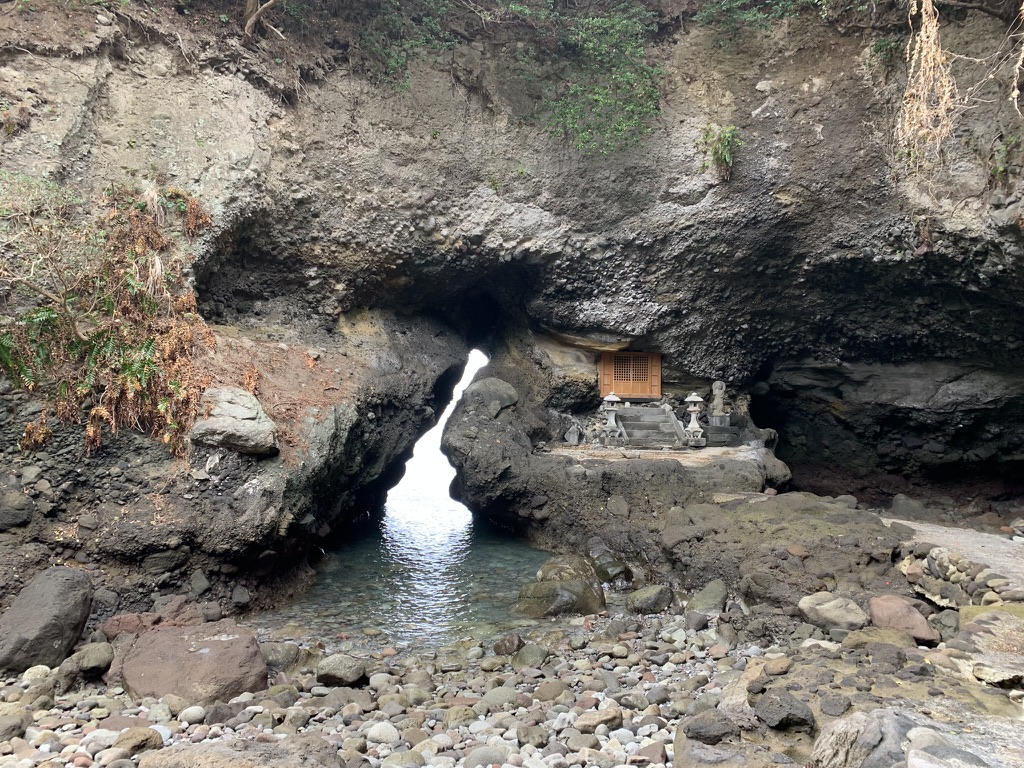
行者洞窟

一帯は長崎鼻リゾートキャンプ場として、人工の海水浴場や、ログハウスやバンガローを備えるキャンプ場が整備されている。2019年からは海水浴場側でトレーラーハウスへの宿泊や日帰りBBQを楽しめるアウトドア施設がオープンしている。
また、岬の先端には香々地灯台が立っている。
春は桜や菜の花、夏はヒマワリ、秋はコスモスが咲き、多くの観光客が訪れる。